# Leptodactylodon ovatus
Leptodactylodon ovatus là một loài ếch thuộc họ Astylosternidae.
Loài này có ở Cameroon và Nigeria.
Môi trường sống tự nhiên của chúng là rừng ẩm vùng đất thấp nhiệt đới hoặc cận nhiệt đới và sông ngòi.
Chúng hiện đang bị đe dọa vì mất môi trường sống.